# Tramlijn Enschede - Glanerbrug
De tramlijn Enschede - Glanerbrug was een tramlijn in Overijssel van Enschede naar Glanerbrug. 

## Geschiedenis
De elektrische tramlijn is aangelegd op meterspoor (1000 mm) door de Twentsche Electrische Tramweg Maatschappij en geopend in 1908.
De tramlijn kende een aantal passeersporen waar de trams elkaar konden passeren. Deze wissels waren gelegen op het Stationsplein (bij het oude Staatsspoorstation Enschede) en in de Marthalaan. Het tracé Station/Volkspark tot en met de Marthalaan behoorde tot de stadsdienst en werd om de tien minuten bediend. De dienst naar Glanerbrug was een halfuursdienst. In het begin werd het Stationsplein nog door alle trams aangedaan, maar als een bijwagen werd getrokken konden de trams de heuvel naar het station met zeer veel moeite bereiken. Daarom werden de sporen door de parkweg gelegd.
De verbinding was een uitkomst voor het grensdorp Glanerbrug. In de eerste jaren was er dan ook veel vervoer. Na het uitbreken van de Eerste Wereldoorlog in 1914 - en daarmee de sluiting van de grens - daalde het personenvervoer. Toen in 1928 de rijksweg tussen Enschede en Glanerbrug verbreed moest worden, moest de tramlijn aan de andere kant van de bomenrij worden herlegd. Die klus kon de TET niet betalen. In 1933 trokken de gemeentebesturen van Lonneker en Enschede, als aandeelhouders van de TET, de stekker uit de tramlijn.